# Football Club Sochaux-Montbéliard 1972-1973
Questa voce raccoglie le informazioni riguardanti il Football Club Sochaux-Montbéliard nelle competizioni ufficiali della stagione 1972-1973.

## Maglie
Lo sponsor tecnico per la stagione 1972-1973 è Le Coq Sportif.
| Manica sinistra · Maglietta · Manica destra · Pantaloncini · Calzettoni |

## Rosa
| N. |                       | Ruolo | Calciatore        |
| -- | --------------------- | ----- | ----------------- |
|    | Francia (bandiera)    | P     | Eugène Battmann   |
|    | Francia (bandiera)    | P     | Jacques Nardin    |
|    | Francia (bandiera)    | P     | Albert Rust       |
|    | Francia (bandiera)    | D     | Gérard Burcklé    |
|    | Francia (bandiera)    | D     | Yannick Cuissard  |
|    | Francia (bandiera)    | D     | Lucien Denis      |
|    | Algeria (bandiera)    | D     | Abdel Djaadaoui   |
|    | Francia (bandiera)    | D     | Jacques Largouët  |
|    | Francia (bandiera)    | D     | Jean-Pierre Posca |
|    | Jugoslavia (bandiera) | D     | Laszlo Seleš      |
|    | Francia (bandiera)    | D     | Albert Vanucci    |

| N. |                       | Ruolo | Calciatore         |
| -- | --------------------- | ----- | ------------------ |
|    | Francia (bandiera)    | D     | Marcel Wassmer     |
|    | Jugoslavia (bandiera) | C     | Vojislav Melić     |
|    | Francia (bandiera)    | C     | Francis Piasecki   |
|    | Francia (bandiera)    | A     | Bernard Goraguer   |
|    | Francia (bandiera)    | A     | Jean-Pierre Guinot |
|    | Francia (bandiera)    | A     | André Gutierrez    |
|    | Francia (bandiera)    | A     | Pierre Lechantre   |
|    | Francia (bandiera)    | A     | Léon Maier         |
|    | Francia (bandiera)    | A     | André Perrin       |
|    | Francia (bandiera)    | A     | Philippe Piat      |
|    | Francia (bandiera)    | A     | Gérard Soler       |

## Risultati

### Coppa UEFA
| Arbitro: | Queudeville |

|              |           |                                    |
| Lechantre 7’ | Marcatori | 39’ Mortensen 54’ Ahlberg 62’ Mørk |

| Arbitro: | Jones |

|                     |           |            |
| Madsen 15’ Mørk 68’ | Marcatori | 86’ Perrin |